# Good Vibrations
"Good Vibrations" (en català, "bones vibracions") és una cançó del grup de rock nord-americà the Beach Boys, que es va publicar en forma de senzill l'octubre de 1966, amb "Let's Go Away for Awhile", una instrumental de l'àlbum Pet Sounds a la cara B. La cançó fou composta i produïda per Brian Wilson amb lletra de Mike Love. Es va començar durant les sessions de gravació de l'àlbum Pet Sounds, però no es va publicar com a part d'aquest, sinó com a senzill independent. Es volia incloure al projecte Smile, que es va cancel·lar. Al final va sortir a l'àlbum Smiley Smile onze mesos després de la seva publicació.
Wilson ha explicat que el títol "Good Vibrations" prové de quan la seva mare li explicava de petit que els gossos de vegades borden a la gent com a resposta a les seves "males vibracions". Fascinat pel concepte, Wilson ho va convertir en una idea general de percepció extrasensorial i va desenvolupar la resta de la cançó.
Aprofondint en el mètode de producció per etapes que ja havia formulat a Pet Sounds, Wilson la va gravar a trossos utilitzant diferents estudis de gravació de Los Angeles al llarg de vuit mesos. Això va donar com a resultat un mosaic d'episodis musicals marcats per diversos canvis de  to i de mode que formen la base de fugues corals. El publicista del grup, Derek Taylor va anomenar l'obra una "simfonia de butxaca", perquè hi surt una sèrie d'instruments molt poc corrents per una cançó popular de la seva època, incloent un ús prominent de la guimbarda i un dispositiu relativament nou anomenat electro-theremin, juntament amb instruments convencionals tocats de manera innovadora per una cançó pop, com el violoncel i el contrabaix que fan un trèmolo sobre la tornada de la cançó. Els costos de producció van ser més alts que qualsevol altre senzill que s'havia gravat fins llavors.
La cançó s'ha reconegut com dins del moviment de música modernista dels anys 1960, i va contribuir a desenvolupar l'ús de l'estudi de gravació com a instrument. El seu èxit va valer una nominació als premis Grammy per la millor interpretació vocal en grup de 1966, i es va introduir al Grammy Hall of Fame l'any 1994. És un clàssic psicodèlic de la contracultura dels anys 60 i sol quedar en bona posició en diferents llistes de millors cançons de la història. En concret, l'any 1997 es va votar en primera posició a la llista Mojo Top 100 Records of All Time i al número sis a la  llista de les millors 500 cançons que va fer la revista Rolling Stone